# Sarah Polley
Sarah Polley (Toronto, 8 januari 1979) is een Canadees actrice en filmregisseur. Als regisseur heeft ze naam gemaakt met Away from Her, dat diverse prijzen in de wacht sleepte en waarvan het script werd genomineerd voor een Academy Award. In 2011 kwam Take This Waltz uit en in 2012 de autobiografische documentaire Stories We Tell.

## Filmografie (selectie)

### Actrice
- The Adventures of Baron Munchausen (1988)
- Road to Avonlea (1990-1996)
- The Sweet Hereafter (1997)
- eXistenZ (1999)
- The Life Before This (1999)
- Go (1999)
- The Claim (2000)
- The Event (2003)
- My Life Without Me (2003)
- Dawn of the Dead (2004)
- The Secret Life of Words (2005)
- Don't Come Knocking (2005)
- Beowulf & Grendel (2005)
- Slings & Arrows (2006)
- John Adams (2008)
- Mr. Nobody (2009)
- Splice (2009)
- Trigger (2010)

### Regisseur
- Away from Her (2006)
- Take This Waltz (2011)
- Stories We Tell (2012)
- Hey Lady! (2020)
- Women Talking (2022)